# Покровський собор (Чугуїв)
Свято-Покровський собор — православний храм у Чугуєві Ізюмської єпархії Української православної церкви Московського патріархату. Престольне свято — Покрова Пресвятої Богородиці. 
Разом з будівлею Штабів військових поселень та Торгівельних рядів входить до архітектурного ансамблю центральної площі м. Чугуєва. Визнана пам'яткою архітектури національного значення, охоронний номер 706 0.

## Передісторія
Трьохпрестольна Соборна церква на честь Покрови Пресвятої Богородиці, Андрія Первозванного та Олександра Невського постала на місці давньої дерев'яної церкви Преображення Господнього. Будівництво першого храму на цьому місці відноситься до 1639 року. 
Преображенська церква становила собою дерев'яний зруб та мала два приділи: на честь святого пророка Іллі та на честь Преподобного Михаїла Малеїна. У церковному описі 1806 року наводиться наступний опис Преображенського храму:
«Церковь деревянная, сооружена с давнего времени из дубового дерева, а верхний купол перестроен вновь в 1801 году из соснового дерева, об одной главе, на коей крест железный и вызолоченный четырехконечный. Во имя Преображения Господня, покрыта гонтой.»
Преображенська церква протягом двох століть залишалася головним храмом Чугуєва.

## Будівництво кам'яного собору
З перетворенням у 1817 році Чугуєві на військове поселення у місті розпочалися масштабні будівельні роботи відповідно до «взірцевих планів». У 1824 році дерев'яну Преображенську церкву ліквідовано. Ризницю перенесли до чугуївської Різдвяної церкви, а іконостас — до Сороківської Успенської церкви, що розташовувалася недалеко від Харкова, метрики зберігалися у Миколаївській церкві у м. Чугуєві.
У 1826 році закладено фундамент нового кам'яного храму на честь Покрови Пресвятої Богородиці. Керівництво будівельними роботами здійснював корпусний інженер К.Ф. Детлов. Ікони для іконостасу виконав вчитель малювання Харківської губернської гімназії Іван Куліков, а розписи стін — живописець Петро Розетті.
30 листопада 1834 року відбулося освячення основного престолу Покрова Пресвятої Богородиці. Два інші приділина честь Андрія Первозваного та Олександра Невського були освячені 22 та 23 листопада відповідно.
У 1830-х роках продовжувалося будівництво триярусної дзвіниці, що в перші роки існування собору розташовувалася окремо.

## Радянські часи
З встановленням радянської влади у Покровському соборі припинилося богослужіння. Будівля почала використовуватися в якості складських приміщень, що поступово призводило до її руйнування та занепаду. 
У середині ХХ ст. будівля знаходилася у власності квартирно-експлуатаційної частини Чугуївського гарнізону та використовувалася в якості складу. В цей період було зруйновано барабан з куполом, закладено цеглою портики, втрачено карниз, що проходив по периметру собору, оздоблення віконних та дверних отворів. Зазнали руйнування і внутрішні інтер'єри — не збереглися перекриття, плитка з пісковику на підлозі, осипалася штукатурка. Частково споруда була перекрита толю, частково — гонтом.

## Архітектура собору

### Первісний вигляд
Покровський собор є яскравим взірцем неокласичної архітектури. При оздобленні основного об’єму церкви було використано доричний ордер. Східний, північний та південний фасади будівлі прикрашають сильно винесені вперед, по відношенню до площини стін, портики, утворені пілястрами та чотирма класичними доричними колонами. Антаблемент повний, складається з гладкого архітраву та фризу, що становить собою чергування тригліфів та метоп, карниз підтримують мутули з гутами. Портик вінчає трикутний фронтон, обрамлення якого повторює профіль карнизу. Оздобленням віконних отворів виступають сандрики та декоративні прямокутні ніші. Віконні прорізи на барабані куполу розташовувалися у напівциркульних нішах.
Окремо розташовувалася триярусна дзвіниця, що з’єднувалася з будівлею собору критою колонадою. Проте, після перебудов 1872 та 1896 років, простір собору та дзвіниці було з'єднано і колонада зникла. Оздоблення дзвіниці цілковито повторювало стилістику храму та відповідало канонам доричному ордері. 
У роки Другої світової війни дзвіницю було зруйновано. Значних втрат зазнав і основний об'єм собору.

### Проведення реставраційних робіт
Протягом 1965—1970 років на території Покровського собору проводилися реставраційні роботи. Фахівцями Чернігівських реставраційних майстерень були відновлені південний та північний портики споруди.
Паралельно проходили заходи з пристосування споруди для розміщення в ній Картинної галереї лауреатів премії І.Ю. Рєпіна. Зокрема відбулося розподілення внутрішнього простору на два поверхи, влаштування залізо-бетоного перекриття, сходів, підвісної стелі, оздоблювальні роботи, прокладання комунікацій.
Новий реставраційних робіт розпочався у 2010-х роках, після передачі будівлі Покровській релігійній общині Харківської єпархії.

## Поновлення богослужіння
У 2003 році розпорядженням голови Харківської обласної державної адміністрації Євгена Кушнарьова Покровській релігійній общині Чугуєва було передано нижній храм Покровського собору. В іншій частині споруди продовжувала працювати Картинна галерея. Остаточна передача споруди Покровського собору вірянам відбулася лише 9 серпня 2009 року.    